# Zdymadlo a vodní elektrárna v Poděbradech
Zdymadlo a vodní elektrárna v Poděbradech jsou součástí regulace řeky Labe v Poděbradech, nachází se jižně od náměstí Anežky České a naproti poděbradskému zámku. Jmenovitá poloha plavební komory je na říčním kilometru 904,57 (původní říční kilometr 67,123). O vybudování skupiny staveb, z nichž nejvýznamnější jsou jez, plavební komora a malá vodní elektrárna bylo rozhodnuto v roce 1900 v souvislosti s celkovou regulací Labe. Projekt stavby vypracoval architekt Antonín Engel. V roce 1914 začala stavba zdymadla a o rok později hydroelektrárny. Realizace projektu se protáhla kvůli vypuknutí první světové války. Kompletně byla stavba dokončena roku 1923. Poděbradská vodní elektrárna patří k nejstarším stavbám svého druhu na Labi.
Hydroelektrárna se zdymadlem nadále slouží i po téměř sto letech provozu. Současným provozovatelem elektrárny je společnost 1. elektrárenská s.r.o. České Budějovice, zatímco plavební komoru vlastní státní podnik Povodí Labe. Původní most pro pěší, zbouraný v 70. letech, nahradila nová lávka pro pěší a cyklisty, postavená v roce 2002. Veřejnosti byl rovněž zpřístupněn ostrov mezi zdymadlem a plavební komorou. Roku 2017 byla hydroelektrárna prohlášena národní kulturní památkou České republiky.

## Historie

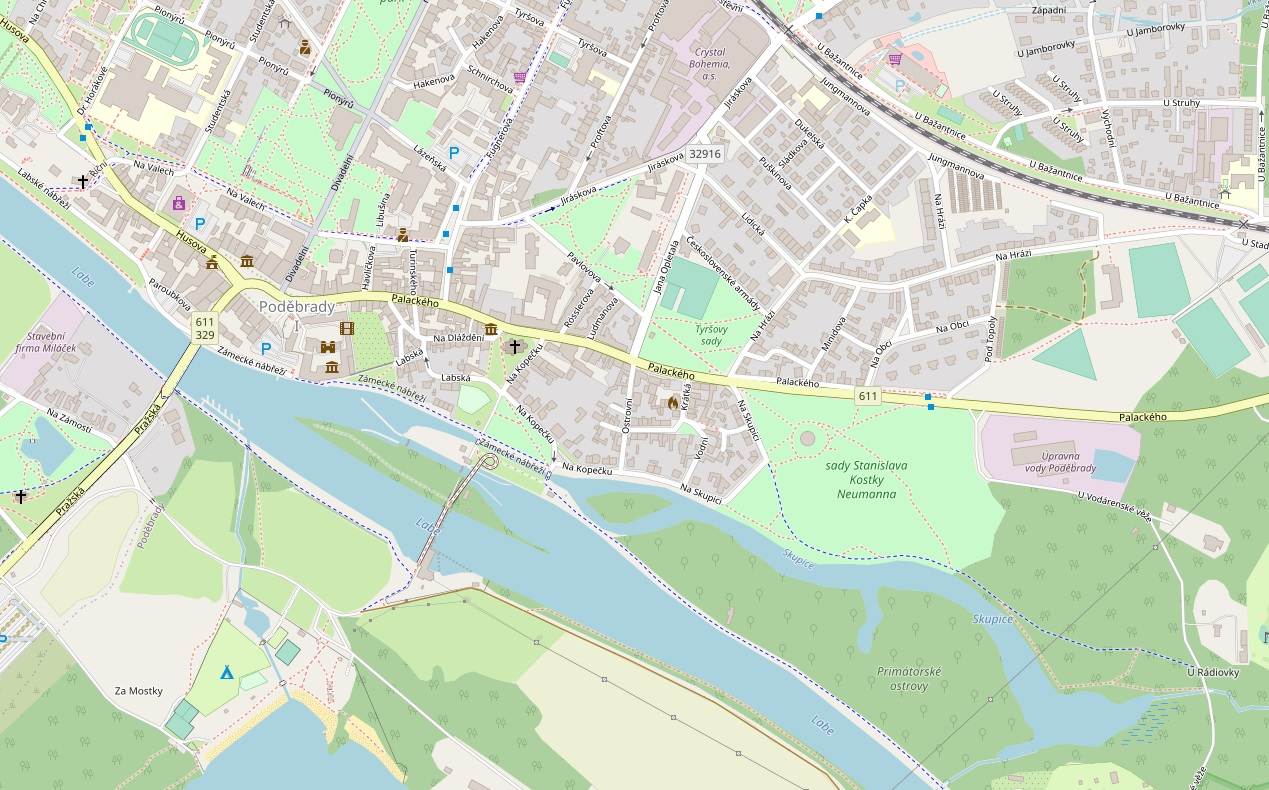
Řeku Labe protíná vlevo silniční most a ve středu mapy zdymadlo s hydroelektrárnou. Zřetelné je též slepé rameno řeky – dnešní Skupice.

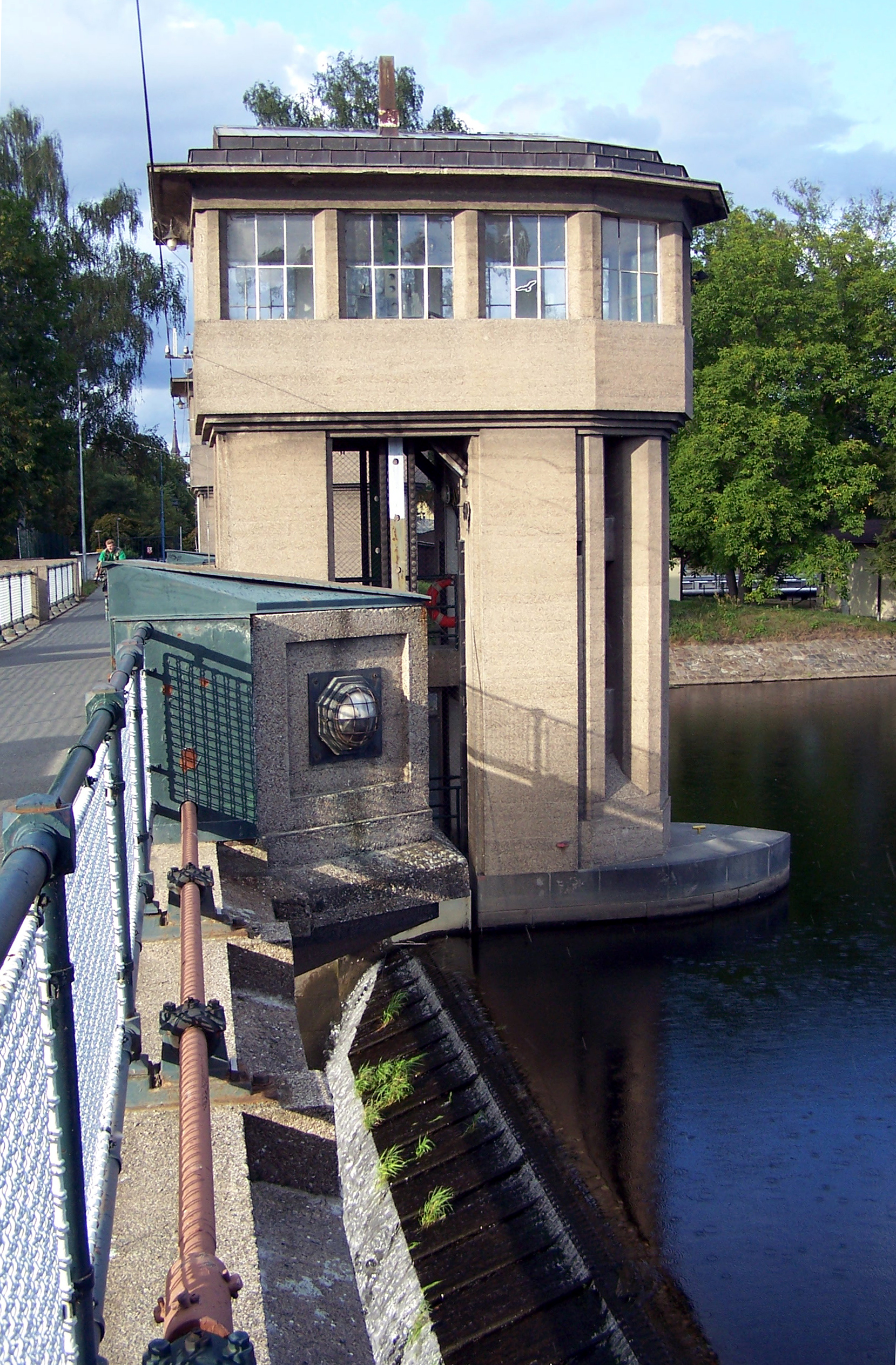
Pilíře jezu s mostovkou

V roce 1900 bylo rozhodnuto o regulaci řeky Labe v oblasti Poděbrad. Důvodem bylo jak zlepšení a zlevnění lodní dopravy, tak omezení častých povodní a valících se ledových ker, působících zde nemalé škody. Projekt regulace vypracovala bývalá pražská expozitura Ředitelství pro stavbu vodních cest. Regulační práce byly v okolí města zahájeny v roce 1903. Jejich prvním krokem bylo narovnání koryta řeky a úprava nábřeží. Řeka přitom byla mírně odkloněna od města a na místě jejího původního koryta je dnes slepé říční rameno Labe zvané Skupice (50°8′26″ s. š., 15°7′22″ v. d., spojené s řekou vyústěním se dvěma mosty. 
Součástí projektu bylo vybudování jezu, hydroelektrárny a plavební komory. Projekt roku 1913 vypracoval poděbradský rodák, architekt Antonín Engel, pozdější rektor ČVUT. Ten navrhl elektrárnu v novoklasicistním stylu, u které se silně uplatnily též prvky kubismu. Stavba zdymadla byla zahájena v roce 1914 a stavba elektrárny v roce následujícím. Stavební práce prováděly firmy Zdenko Kruliš, A. Lanna, Ing. Jaroslav Hanauer, Ing. Vladimír Vlček a Ing. Karel Herzán. Železné konstrukce a strojní součásti dodaly firmy První Českomoravská továrna na stroje v Praze, bratři Prášilové v Libni, Josefa Prokopa synové v Pardubicích a Železoprůmysl v Přelouči. Elektrická zařízení pak dodala firma Křižíkovy závody v Karlíně. Na stavbě zdymadla a elektrárny přitom pracovalo také okolo 50 italských válečných zajatců.
Zdymadlo bylo hotové za jediný rok, dokončení ostatních budov se kvůli vypuknutí první světové války poněkud zdrželo. V roce 1919 byly v elektrárně spuštěny dvě ze čtyř plánovaných Francisových turbín. Budova strojovny tehdy byla ještě provizorně částečně ze dřeva. Celá stavba byla dokončena zkolaudováním plavební komory v roce 1923. Toho roku navštívil elektrárnu i prezident Masaryk.
Elektrárnu po dokončení provozovala společnost Elektrárenský svaz středolabských okresů (ESSO), která vlastnila též vodní elektrárnu v Nymburce a uhelnou elektrárnu ESSO v Kolíně – dílo Engelova žáka Jaroslava Fragnera.
Roku 2016 se objevily úvahy na prohlášení vodní elektrárny za národní kulturní památku České republiky. K prohlášení pak Vláda ČR v roce 2017 skutečně přikročila.

## Hlavní stavby

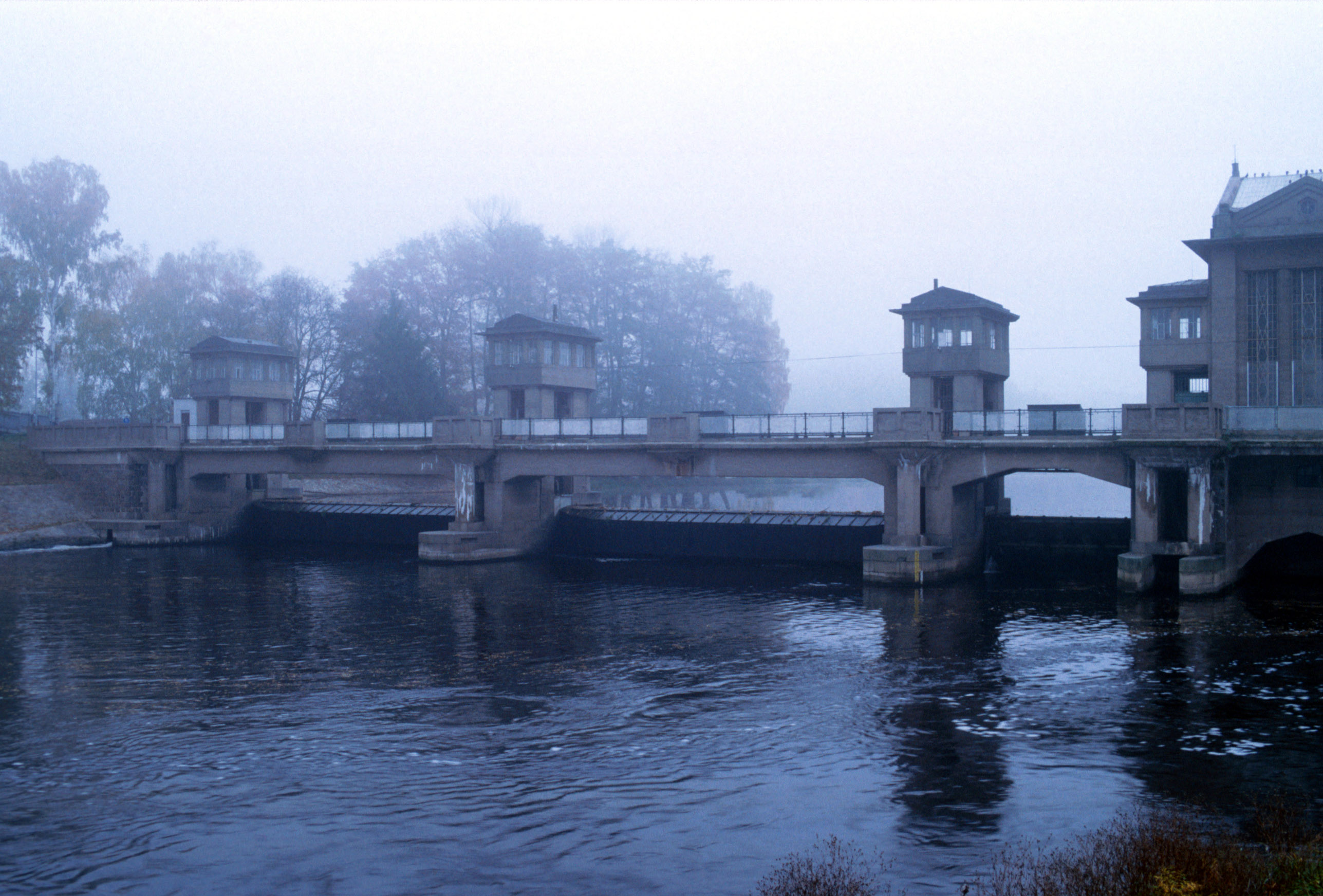
Zdymadlo s hydroelektrárnou v ranní mlze

### Hydroelektrárna
Levobřežní hydroelektrárna, stojící mimo původní říční koryto, se dělí na dvě budovy – strojovnu a manipulační budovu, kde byly umístěny rozvaděče, transformátor a další potřebná provozní zařízení. Budovy mají Engelův charakteristický rukopis s výraznou tektonikou a dekorem. Budova vodní elektrárny byla – vzhledem k výskytu tekoucích písků ve stavební jámě – zakládána na betonových pilířích až 8 m vysokých. Na střeše manipulační budovy je vysoká osmiboká polygonální věž, která je míněna jako protiváha věže poděbradského zámku. Ve vodní elektrárně jsou stále v provozu celkem čtyři Francisovy turbíny s hltností 15 m3/s a celkovým výkonem 1 MW při spádu 2,7 m, dodané společností Josefa Prokopa synové Pardubice a uvedené do provozu roku 1923, stejně jako původní generátory, vyrobené společností Fr. Křižík Praha.

### Zdymadlo

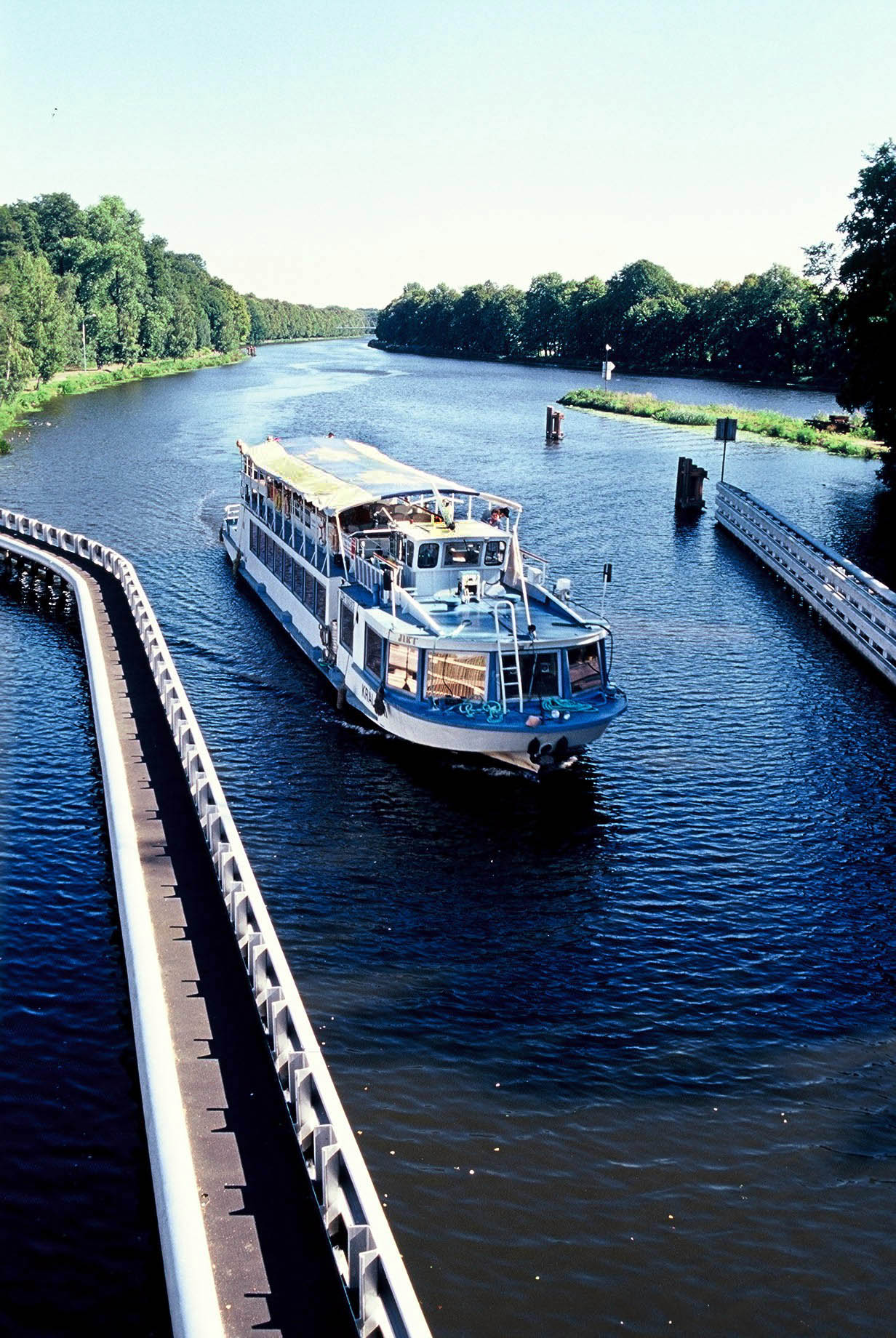
Výletní loď Král Jiří vplouvá do zdymadla na cestě od soutoku Labe a Cidliny

Jez byl zakládán na slínovcovém poloskalním podloží. Základem zdymadla se staly čtyři železobetonové jezové pilíře široké 3,4 m a dlouhé 16,25 m. Pilíře jsou pod vodou obloženy žulou, nad vodou vrstvou z mramorové drti. Uvnitř mají tři horizontální plošiny, spojené schody, pro přístup ke konstrukčním a provozním částem. V pilířích byly umístěny strojovny ovládající stavidla jezu. Spojuje je železobetonová jezová lávka o šířce 2,73 m (dnes přístupná veřejnosti). Jez má dvě hlavní pole o světlosti 22 m a výšce stupně 1,74 m, hrazené horizontálními příhradovými nosníky Stoneova typu. Třetí pole u elektrárny o rozpětí 8 m je štěrková propust, hrazená ocelovým trojbokým stavidlem, a jalová propust. V jezu je zabudován i rybí komůrkový přechod. Stavidla zavěšená na Gallových řetězech pojíždějí v pilířových drážkách po válečkových podvozcích. Váha hradicích konstrukcí je 151 tun a zdvihacích mechanismů 57 tun.

### Plavební komora
Plavební komora o rozměrech 85×12×3,5 metru je od jezu oddělena ostrovem širokým až 40 metrů. Stojí v místě původního koryta řeky. Nad komorou mohli pěší původně projít po ocelovém sklápěcím mostě, který byl veřejnou komunikací. Most však byl v 70. letech odstraněn a až do let devadesátých byl celý areál pro veřejnost uzavřen.

### Lávka pro pěší (od roku 2002)
Lávka má kruhovou rampu na levém břehu, 13 polí a délku 122 metrů. Hlavní pole přes plavební kanál o rozpětí 31 m je částečně předepjaté. Lávku podpírá ocelové vzpěradlo. Lávka slouží nejen lázeňským hostům a obyvatelům města při cestě k městským jezerům, ale spojuje též cyklotrasu č. 0019 (Poděbrady – Nymburk) s cyklotrasou č. 24 (Vysoká nad Labem – Mělník). Lávka získala ocenění Titul vynikající betonová konstrukce v kategorii Tunely a ostatní inženýrské stavby a Mostní dílo roku 2002 v kategorii I.